# آرثر إنغبرتسن
آرثر إنغبرتسن (بالإنجليزية: John Englebretson) هو لاعب بولينغ نيوزيلندي، ولد في 1 مارس 1892، وتوفي في 16 أكتوبر 1956.